# Посёлок Механизаторов (Тюмень)
Механизаторов — упразднённый посёлок находившаяся в подчинении Калининского района городского округа город Тюмень Тюменской области. В 2004 году включён в состав города и исключён из учётных данных. Данное постановление фактически узаконило решение о включении посёлка в состав города принятое в 1996 году.

## География
Посёлок располагается на юго-западе Тюмени, в квадрате образованном Тюменской окружной дорогой, улицами Ямская и Аккумуляторная и линией железно дороги.

## Население
| 1989 | 2002  |
| ---- | ----- |
| 1174 | ↘1122 |

Национальный состав
Согласно результатам переписи 2002 года, в национальной структуре населения русские составляли 87 %